# Federico Pereyra
Federico Pereyra (ur. 19 czerwca 1988 w San Juan) – argentyński siatkarz, reprezentant kraju, gra na pozycji atakującego. 

## Przebieg kariery
| 2006–2007                 | Club Atlético Boca Juniors      |
| 2007–2008                 | A.O. Kifissias                  |
| 2008–2009                 | Ciudad del Medio Ambiente Soria |
| 2009–2011                 | Drean Bolivar                   |
| 2011–2012                 | BMG Montes Claros               |
| 2012–2013                 | Elettrosud Brolo                |
| 2013–2014                 | Noliko Maaseik                  |
| 2014–2015                 | Mizan Khorasan VC               |
| 2015–2016                 | Noliko Maaseik                  |
| 2016–2017                 | Obras Sanitarias de San Juan    |
| 2017–2018                 | Lomas Vóley                     |
| 2018–2019                 | Monteros Vóley Club             |
| 2019–2020                 | Al-Hilal VC                     |
| 2020–2021                 | Al Ahly Tripoli SC              |
| 2021 (do 30.12.2021)      | Szahdab Jazd                    |
| 2021–2022 (od 30.12.2021) | UPCN Vóley Club                 |
| 2022–                     | Emma Villas Aubay Siena         |

## Sukcesy klubowe
Puchar ACLAV:
- 2009

Mistrzostwa Argentyny:
- 2010, 2022[4]
- 2011
- 2007, 2018

Klubowe Mistrzostwa Ameryki Południowej:
- 2010
- 2018

Mistrzostwa Belgii:
- 2016
- 2014

Mistrzostwa Arabii Saudyjskiej:
- 2020

## Sukcesy reprezentacyjne
Mistrzostwa Ameryki Południowej:
- 2009, 2011, 2013

Puchar Panamerykański:
- 2010

Igrzyska Panamerykańskie:
- 2011

Igrzyska Olimpijskie:
- 2020

## Nagrody indywidualne
- 2010: Najlepszy punktujący Klubowych Mistrzostw Świata